# Cercle d'art
Les éditions Cercle d’Art sont une maison d’édition française de livres d'art de prestige, créée en 1949 par Charles Feld avec le soutien de Pablo Picasso, qui y publie plusieurs de ses œuvres. Elle s’empare alors des nouvelles possibilités de diffusion qu'offre l’offset pour faire circuler l'œuvre des grands artistes de l'époque. Aujourd’hui, la maison conserve un fonds patrimonial consacré à l’art tout en développant des collections liées à la culture visuelle contemporaine, notamment dans les domaines du sport et de l’automobile.

## Historique

### 1949-1981
Selon le journal Le Monde, Charles Feld et Fernand Chenot, ouvrier typographe venant de chez Mourlot, fondent les éditions Cercle d’art au sortir de la Seconde Guerre mondiale grâce à la complicité amicale de Pablo Picasso. Toutefois, selon l'universitaire Marie-Cécile Bouju, Charles Feld crée les éditions Cercle d'art en 1949 avec l'aide de Jean Jérôme, qui le seconde officieusement, et le financement du Parti communiste français. Bouju précise que « contrairement à la légende, Picasso n'est un auteur "Cercle d'art" que sur le tard, à partir de 1953, lorsque l'étiquette réaliste est abandonnée. ». 
Les éditions Cercle d'art publient dans les années 1950 principalement des livres politiques sur l'actualité et particulièrement sur le pacifisme, mais également des livres d'artistes.
L'un des premiers ouvrages publiés est, par exemple, en 1951, Le Visage de la paix de Paul Éluard accompagné de 29 dessins de Picasso — les 150 premiers exemplaires comprenant une lithographie originale de Picasso imprimée chez Mourlot,.
À partir de 1957, l'éditeur se recentre sur « le patrimoine muséal mondial » en commençant par les musées soviétiques, par l'intermédiaire de Jean Jérôme.
La maison constitue un catalogue de livres de fond sur l’art de son époque. D’abord, autour d’importants peintres de l’École de Paris comme Marc Chagall, Hans Hartung, Vieira da Silva, Árpád Szenes, Wifredo Lam, Zao Wou-Ki, ensuite autour des nouveaux courants artistiques avant-gardistes.

### 1982-2014
Sous la direction de Philippe Monsel, le développement du livre — la politique de large diffusion accompagnant l’essor des librairies — permet alors aux éditions Cercle d'art de publier plusieurs centaines d'ouvrages sur l’œuvre d’artistes de l’histoire de l’art classique, moderne et contemporain, telles les publications autour du groupe Cobra – Constant, Karel Appel, Asger Jorn – mais aussi de la nouvelle figuration – Henri Cueco, Gérard Fromanger, Alain Jacquet, Peter Klasen, Jacques Monory —, et de la figuration narrative, parmi bien d’autres.
Pour développer la diffusion, Philippe Monsel innove en mettant l’accent sur la collaboration culturelle avec les libraires par la création, en 1989, d'un label qualitatif et de la revue Point art. Il organise des réunions nationales appelées les « Campus Point art » qui rassemblent pendant cinq années consécutives durant deux journées jusqu'à une centaine de libraires venus de toute la France autour d’une programmation ART animée par des historiens et critiques d’art, en présence des artistes dont les œuvres font l'objet d'éditions par Cercle d'art.

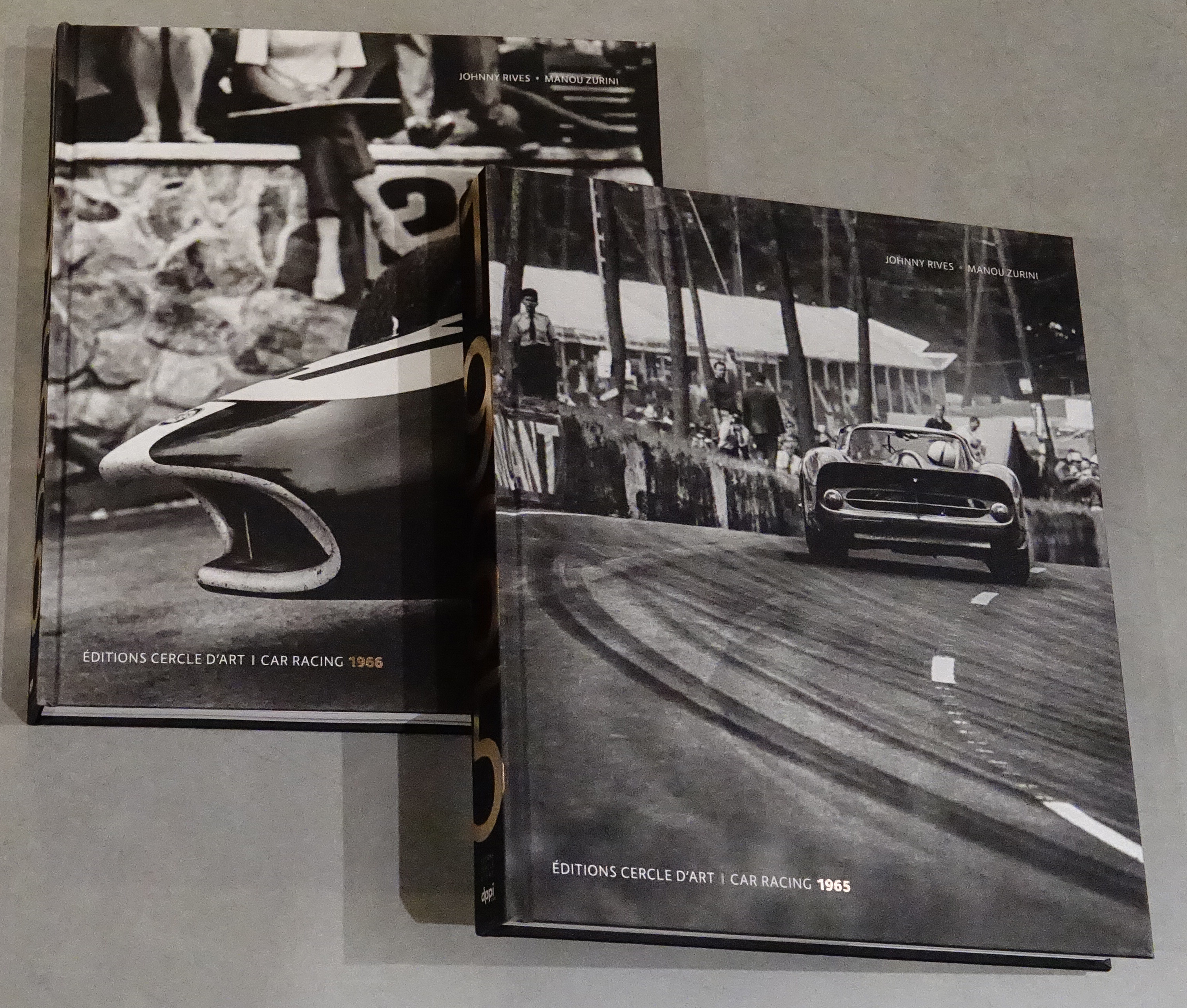
Johnny Rives, Car racing 1965 et 1966, 2018.

Fin 1991, Cercle d'art déménage dans Le Marais à cinquante mètres du musée Picasso, 10 rue Sainte-Anastase (3e arr.). La maison intègre à son catalogue la mode et le design.
En 2001, la Cour de cassation annule le don de droits d’auteur consenti par Pablo Picasso aux éditions Cercle d’art pour la reproduction de dessins du livre Toros y toreros,,.

### Depuis 2014
Cercle d'art est repris par Horométrie SA, groupe fondé et présidé par Richard Mille, industriel de l'horlogerie, collectionneur de voitures de course et d'automobiles historiques. La maison publie désormais des ouvrages sur le street-art, l'horlogerie, l'architecture, la photographie, le design, la gastronomie, l'automobile, etc.,,, ainsi que les livres et magazines de la marque Richard Mille, tout en poursuivant l'exploitation du fonds éditorial par des rééditions.
En 2022, Alexandre Mille, fils de Richard Mille, est nommé à la présidence des éditions. La présidence est assurée depuis le 1er janvier 2023 par Amanda Mille.
En mars 2025, Thomas Vivien est nommé directeur commercial international et des partenariats. L’arrivée de Thomas Vivien intervient dans une phase de relance éditoriale et d’ouverture vers de nouveaux partenariats culturels. Ses missions incluent l’accompagnement de la transformation stratégique de la maison et le renforcement de sa présence à l’international (Europe, Asie, Amérique).  
Thomas Vivien a dirigé pendant plus de dix ans la filiale française des éditions Taschen, acteur majeur de l’édition de beaux livres. En 2021, il cofonde Edith & Nous, une plateforme dédiée aux auteurs et aux professionnels du livre, conçue comme un espace d’accompagnement, de mise en relation et de diffusion de manuscrits.